# Gurgy
Gurgy är en kommun i departementet Yonne i regionen Bourgogne-Franche-Comté i norra Frankrike. Kommunen ligger i kantonen Seignelay som tillhör arrondissementet Auxerre. År 2022 hade Gurgy 1 724 invånare.

## Befolkningsutveckling
Antalet invånare i kommunen Gurgy
| Referens: INSEE |